# Natura 2000-område nr. 47 Eldrup Skov og søer og moser i Løvenholm Skov
Natura 2000-område nr. 47 Eldrup Skov og søer og moser i Løvenholm Skov består af 5 separate delområder, der ligger i et større løvskovsområde, Eldrup- og Løvenholm Skovene.
Eldrup Skov ligger i den sydvestlige del af området indeholder udelukkende skov, Løvenholm Langsø omfatter kun søen, mens de tre sidste delområder, Gjesing Mose, Sømose og Kragmose har en blanding af skov og lysåbne naturtyper. EU-habitatområdet H43 har et areal på i alt 155 hektar, hvoraf ca. 75 % af området er dækket af skov.
De tre moseområder har tidligere været en del af et meget stort højmoseområde på Djursland, der gik fra Fuglsø Mose i øst og Pindstrup Mose mod vest. Der er stadig rester af højmose og nedbrudt højmose i området, mens andre dele af den tidligere højmose er tilgroet med birkesump.

## Målsætning for området
Den overordnede målsætning for Natura 2000-området er at områdets højmoser sikres,
opnår en høj naturtilstand og udvides hvor de naturgivne
forhold gør det muligt. Dette prioriteres højt og vil i et vist
omfang ske på bekostning af de øvrige naturtyper i området.
Eldrup Skov bevares som naturskov og Løvenholm Langsø opnår
gunstig bevaringstilstand som brunvandet sø.
Områdets økologiske integritet sikres i form af en for den en

## §3-naturtyper
Af det samlede areal på 155 hektar er 75 ha (48%) af arealet omfattet af naturbeskyttelseslovens § 3, hvoraf 40 hektar er søer og vandhuller, 16 ha er hede; 19 ha er mose, og der er 0,8 km vandløb.
Natura 2000-planen er vedtaget i 2011, hvorefter kommunalbestyrelserne
og Naturstyrelsen udarbejdede bindende handleplaner for
gennemførelsen af planen.  Planen videreføres og videreudvikles i senere planperioder.
Natura 2000-området ligger i Norddjurs Kommune, og naturplanen er koordineret med vandplanen 1.6 Djursland.

## Eksterne kilder og henvisninger
1. ↑  Miljøstyrelsen Midtjylland (juni 2023). "Naturplan 2022-2027  Natura 2000-område nr.  47 Eldrup Skov og søer og moser i Løvenholm Skov" (PDF). mst.dk. Miljøstyrelsen. Arkiveret (PDF) fra originalen 20. maj 2024. Hentet 20. maj 2024.
2. ↑  
Miljøstyrelsen Midtjylland (november 2021). "Revideret basisanalyse 2022-2027  Natura 2000-område nr. 47 Eldrup Skov og søer og moser i Løvenholm Skov" (PDF). mst.dk. Miljøstyrelsen. Arkiveret (PDF) fra originalen 20. maj 2024. Hentet 20. maj 2024.
3. ↑  "Natura 2000-planlægning 2022-2027". mst.dk. Miljøstyrelsen. 2023. Arkiveret fra originalen 29. marts 2024. Hentet 11. maj 2024.

- Kort over området på miljoegis.mim.dk hentet 20. maj 2024